# 鹿倉村
鹿倉村（かくらむら）はかつて岐阜県郡上郡に存在した村である。
現在の郡上市和良町鹿倉に該当する。

## 歴史
- 1889年（明治22年）7月1日 - 町村制により鹿倉村が発足。
- 1894年（明治27年）7月21日 - 宮代村、野尻村、三庫村、横野村、宮地村、沢村、法師丸村、下洞村、土京村、方須村と合併し和良村が発足。同日鹿倉村廃止。